# オープンワールド

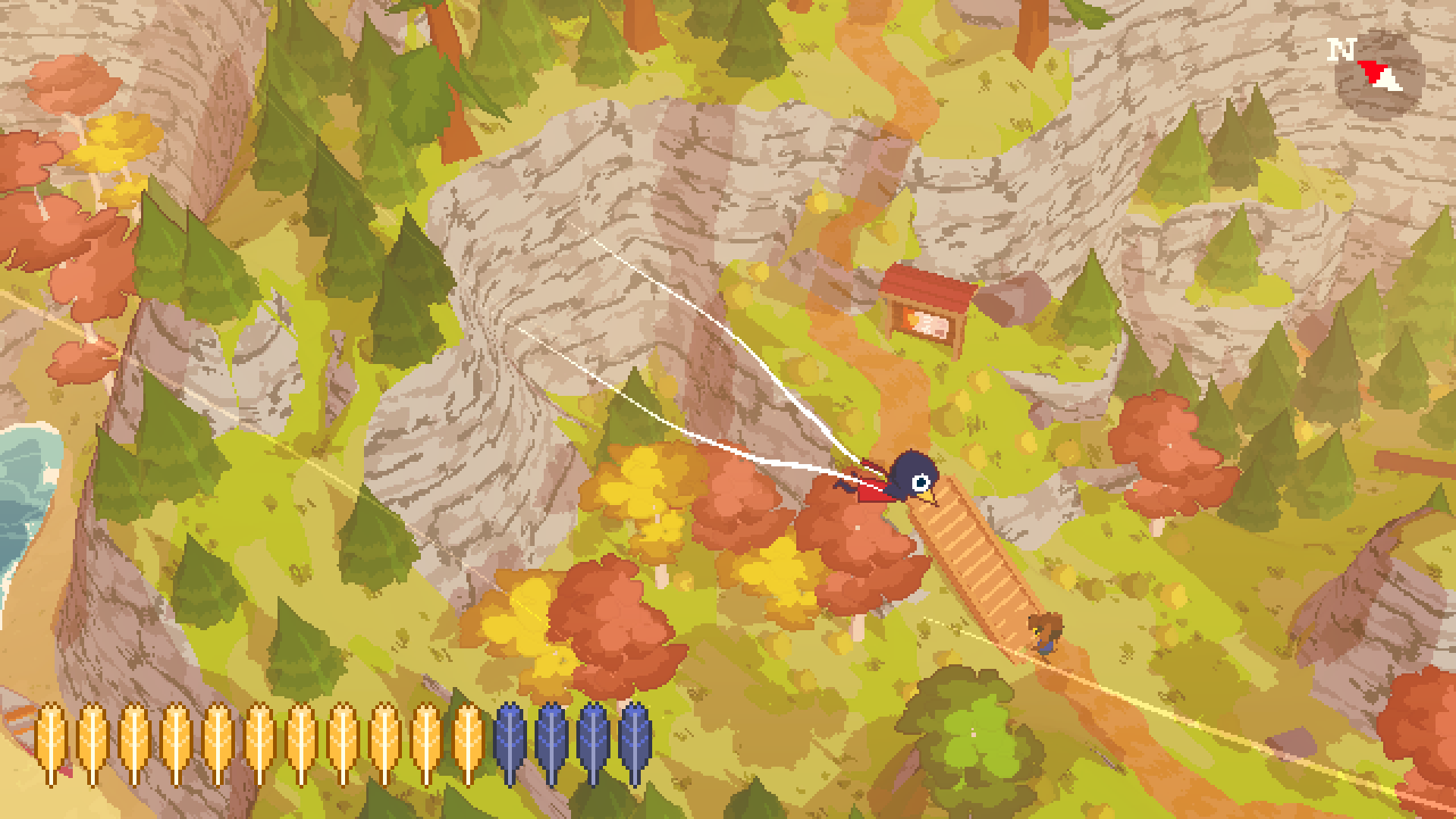
プレイヤーがゲームの世界を自由に探索できるビデオゲーム「A Short Hike」（2019年）

オープンワールド（Open world）とは、コンピュータゲームの用語で、直線的に設計されたゲーム世界とは違い、プレイヤーが自由に目的に近づくことができるゲーム世界のことである。このジャンルの著名なゲームに、『ゼルダの伝説』（1986年）、『グランド・セフト・オートV』（2013年）、『Minecraft』（2011年）などがある。
オープンワールドゲームでは、プレイヤーを妨げる「見えない壁」がない。オープンワールドゲームではストレージとメモリ技術によってゲーム世界をシームレスにロードするため、プレイヤーはゲーム世界を移動する際に、ロード画面を見ることはない。
ロード画面のないシームレスなゲーム世界はオープンワールドの特徴だが、オープンワールドゲームの最も重要な要素はプレイヤーに自己決定権（オートノミー）を与えることである。オープンワールドでプレイヤーは何でもできるわけではなく、ゲームのルールに制約されながら、プレイヤーが望む順序と方法で目的に到達する方法を選び、キャラクターとその行動を発展させることができる。『The Elder Scrolls V: Skyrim』など、多くのオープンワールドゲームではメインストーリーを自分の意思で無視したり進めることを延期することができるため、このようなゲームの場合、メインストーリーはあっても、ゲームに具体的なゴールや結末はないことが多い。

## ゲームプレイとデザイン
オープンワールドとは、非線形（en:Nonlinear gameplay）で開かれたゲーム世界として設計されたゲームデザインのことであり、目的を達成するための方法が複数ある。直線的なゲーム世界とオープンワールドの両方があるゲームもある。オープンワールドは、区切られたゲーム世界や、直線的に設計されたゲーム世界より、より広く大きな探索ができる。
オープンワールドゲームは、ゲーム世界の自由度と魅力的なストーリーとのバランスを取ることが難しい。ゲーム開発者はプレイヤーの自由度を妨げずにストーリーを進めてもらうように設計しなければならない。そのため、ゲームのストーリーを一連のミッションに分割したり、ストーリー全体を完全にシンプルにしたりすることがある。メインストーリーとは別にサイドミッションがあるゲームもある。
オープンワールドゲームの中には、プレイヤーをストーリーイベントに導くため、ゲーム開始時に世界全体のマップを提供しないものがある。マップの一部を入手するとミッションやストーリーが開放される。これはユービーアイソフトの『アサシン クリードシリーズ』で広まり、『Far Cry』、『Might & Magic X: Legacy』、『ウォッチドッグス』などの他のユービーアイソフトのゲームでも再利用されたことから「UBIタワー」と揶揄されることがある。この手法を使った他のゲームには、『シャドウ・オブ・モルドール』、『ゼルダの伝説 ブレス オブ ザ ワイルド』、『Marvel's Spider-Man』などがある。
オープンワールドゲームでは、基本的にプレイヤーに無限のライフまたはコンティニューが与えられるが、何度も死んだ場合、最初の地点からやり直さなければならないものもある。オープンワールドゲームの世界では、プロシージャル生成などの方法が使用されない限り、開発者はプレイヤーがアクセスできる可能性のある範囲の全てを詳細にデザインする必要がある。そのため、オープンワールドゲームの世界ではグリッチ、バグ、不完全なセクション、その他の不規則性が多く残る可能性がある。

## 歴史

### 1980年代-1990年代
最も古いオープンワールドゲームについては、世界の大きさや、どこからがオープンワールドなのかという定義が異なるため、統一した見解はない。
1975年のPLATOシステム用のコンピュータRPG『dnd』は、非線形ゲームプレイ（en:Nonlinear gameplay）を取り入れた最初のゲームである。Ars Technicaは、非線形ゲームプレイを1976年のテキストアドベンチャーゲーム『コロッサル・ケーブ・アドベンチャー』まで遡り、アタリの『アドベンチャー』（1980年）に影響を与えたとしている。1984年のスペースフライトシミュレーターゲーム『Elite』はオープンワールドの先駆けといわれており、現在のオープンワールドゲームの原型である。また、オープンワールドの起源を1981年のコンピュータRPG『ウルティマ』だと主張する者もいる。ウルティマは、自由に歩き回れるオーバーワールド（en:Overworld）マップがあり、1988年までに発売された最初の5作のウルティマシリーズのマップは、ステージまたはエリアを相互接続し、町やダンジョンなどはアイコンで表示されていた。このスタイルは、日本で1986年から1988年に発売された最初の3作のドラゴンクエストシリーズで採用された。
アドベンチャーゲームにおけるオープンワールドの初期の例としては、『ポートピア連続殺人事件』（1983年）や『The Lords of Midnight』（1984年）などがあり、『ホビット』（1982年）や『ヴァルハラ』 （1983年）もオープンワールドの要素がある。ストラテジーゲームの『The Seven Cities of Gold』（1984年）も初期のオープンワールドゲームとして挙げられており、シド・マイヤーの『パイレーツ!』（1987年）に影響を与えた。
IGNはオープンワールドの起源を『ゼルダの伝説』（1986年）に求め、同作は「探索をベースにした最初のゲーム」であると主張しているが、『ハイドライド』（1984年）ですでに先駆けられていたことにも言及し、ハイドライドは「探索に報酬を与えた最初のRPG」であると述べている。
GameSpotによると、ゼルダの伝説以前には「これほど非線形で開かれたゲームが主流の市場向けに販売されたことはなかった」という。The Escapistによると、ゼルダの伝説は非線形ゲームプレイで、まとまりのある世界を持つオープンワールドの初期の例であり、多くのゲームが同様のオープンワールドデザインを採用するきっかけとなった。
『Mercenary』（1985）は、最初の3Dオープンワールドゲームとして挙げられている。1990年代には、『ターミネーター』（1990年）、『ロビンフッドの冒険』（1991年）、『ハンター』（1991年）、『King's Quest VI』（1992年）、『Cybermorph』（1993年）、『Quarantine』（1994年）、『Iron Soldier』（1994年）、『ブレードランナー』（1997年）などのオープンワールドゲームが登場した。
IGNは、任天堂の『スーパーマリオ64』（1996年）を、それまでの3Dゲームではほとんど見られなかった自由に動き回れる世界と、アナログスティックコントロールと、カメラコントロールにより革命的な作品になったと評価している。
1UP.comは、セガの『シェンムー』（1999年）をサブジャンル「オープンシティ」の創始者と位置づけた。シェンムーはFREE（Full Reactive Eyes Entertainment）を自称し、プレイヤーは昼夜サイクル、変化する天候、キャラクターが日常生活を送るサンドボックスシティを自由に探索できる。シェンムーは、『グランドセフトオートIII』、『龍が如く』、『Fallout 3』、『Deadly Premonition』など、その後のサンドボックスゲームとしばしば比較される。

### 2000年代以降
『グランド・セフト・オートIII』（2001年）は以前のゲームの要素を組み合わせ、オープンワールドゲームの定義・普及に貢献した。グランド・セフト・オートIIIの発売後、3Dオープンワールドを採用した多くのゲームが登場した。2000年代の著名なオープンワールドゲームに『セインツロウ』『World of Warcraft』、『The Elder Scrollsシリーズ』、『Fallout シリーズ』、『アサシン クリードシリーズ』、『S.T.A.L.K.E.R. SHADOW OF CHERNOBYL』がある。
サンドボックスゲームの『Minecraft』は2021年4月までに複数のプラットフォームで世界中で2億3800万本以上を売り上げ、史上最も売れたコンピュータゲームとなった。
『No Man's Sky』（2016年）は、事実上無限の宇宙を舞台にしたオープンワールドゲームで、開発者によると、このゲームはプロシージャル生成を通じて、1800京（18×1018または18,000,000,000,000,000,000)以上も の惑星を探索できるという。
『ゼルダの伝説 ブレス オブ ザ ワイルド』（2017年）のオープンワールドデザインは、多くの批評家から革命的であると評され、開発者からはオープンワールドデザインのパラダイムシフトだと評された。『ブレス オブ ザ ワイルド』は、完全に開かれたインタラクティブな世界を特徴としている。『ブレス オブ ザ ワイルド』のオープンワールドは、「オブジェクトがプレイヤーの行動に反応し、オブジェクト自体も互いに影響し合う」乗算的なゲームプレイを統合している。物理エンジンと化学エンジンが統合しており、「特定のオブジェクトの物理的特性とそれらが互いにどのように関係するかを制御できる」ため、オブジェクトを使った実験にやりがいがある。任天堂は『ブレス オブ ザ ワイルド』のオープンワールドデザインのコンセプトを「オープンエアー」と呼んでいる。